# Super Freaky Girl
Super Freaky Girl è un singolo della rapper trinidadiana Nicki Minaj, pubblicato il 12 agosto 2022 come primo estratto dal quinto album in studio Pink Friday 2 e incluso nella prima raccolta Queen Radio: Volume 1.

## Pubblicazione
Il 13 luglio 2022 l'artista ha pubblicato uno snippet del brano, intitolato Freaky Girl, sui suoi profili social, tra cui TikTok dove è divenuto virale. Minaj ha in seguito aperto una votazione su Twitter per scegliere il titolo definitivo del brano a causa di alcuni problemi legali nell'utilizzo di Freaky Girl. Reintitolato Super Freaky Girl come risultato dell'opzione più votata nel sondaggio, il 4 agosto 2022 è stata svelata la copertina e la data di pubblicazione del singolo.

## Descrizione
Il brano, di genere pop rap, è composto su un campionamento di Super Freak di Rick James del 1981 e U Can't Touch This di MC Hammer, è stato paragonato al singolo di Minaj del 2014 Anaconda. È stata poi realizzata una versione alternativa caratterizzata dall'aggiunta di un verso eseguito da Roman Zolanski, l'alter ego creato dall'artista.

## Promozione
La rapper ha eseguito il brano per la prima dal vivo durante gli annuali MTV Video Music Awards, come parte di un medley di alcune sue canzoni di maggior successo.

## Video musicale
Il video, diretto da Joseph Kahn e reso disponibile il 1º settembre 2022, conta la partecipazione dell'attore canadese Alexander Ludwig e presenta Minaj che effettua cosplay di Barbie e Rick James.

## Tracce
Testi di Onika Maraj e Gamal Lewis, musiche di Alonzo Miller, Rick James, Lukasz Gottwald, Aaron Joseph, Lauren Miller e Vaughn Oliver.
Download digitale, streaming
1. Super Freaky Girl – 2:50

Download digitale, streaming – Roman Remix
1. Super Freaky Girl (Roman Remix) – 3:55

Download digitale, streaming – Queen Mix
1. Super Freaky Girl (con JT & Bia feat. Katie Got Bandz, Akbar V & Maliibu Miitch) (Queen Mix) – 3:54

## Successo commerciale
Su Spotify, nelle sue prime ventiquattro ore di disponibilità, Super Freaky Girl ha totalizzato oltre tre milioni di stream a livello globale, di cui un milione e mezzo nel solo territorio statunitense, segnando il più grande debutto da solista per una rapper donna.
Negli Stati Uniti il singolo ha totalizzato 100 000 unità di vendita a quattro giorni dall'uscita. Nella Billboard Hot 100 ha debuttato al vertice, divenendo la prima numero uno in solo e la terza in generale per Minaj; così facendo è inoltre diventata la prima rapper femminile a debuttare al primo posto con un brano solista da Lauryn Hill che ottenne tale risultato con Doo Wop (That Thing) nel 1998. Come sottolineato da Billboard, per la prima volta dal 2013 tre artiste soliste hanno raggiunto il primo posto consecutivamente, dal momento che il brano segue Break My Soul di Beyoncé e About Damn Time di Lizzo al numero uno. Durante i suoi primi sette giorni Super Freaky Girl ha raccolto 21,1 milioni di stream, 4,6 milioni di ascolti radiofonici e 89 000 download digitali, risultando il più riprodotto e il più venduto della settimana ed estendendo il record di Minaj come rapper femminile con il maggior numero di singoli al numero della Digital Songs (12).

## Classifiche

### Classifiche settimanali
| Classifica (2022) | Posizione massima |
| ----------------- | ----------------- |
| Australia         | 1                 |
| Austria           | 39                |
| Canada            | 8                 |
| Filippine         | 10                |
| Germania          | 33                |
| Grecia            | 18                |
| Irlanda           | 7                 |
| Islanda           | 7                 |
| Libano            | 9                 |
| Lituania          | 37                |
| Nuova Zelanda     | 1                 |
| Paesi Bassi       | 40                |
| Portogallo        | 66                |
| Regno Unito       | 5                 |
| Repubblica Ceca   | 63                |
| Singapore         | 18                |
| Slovacchia        | 40                |
| Stati Uniti       | 1                 |
| Sudafrica         | 4                 |
| Svezia            | 28                |
| Svizzera          | 42                |
| Vietnam           | 53                |

### Classifiche di fine anno
| Classifica (2022) | Posizione |
| ----------------- | --------- |
| Australia         | 45        |
| Canada            | 60        |
| Regno Unito       | 93        |
| Stati Uniti       | 56        |
| Classifica (2023) | Posizione |
| Stati Uniti       | 79        |